# Mîhailivka, Korosten
Mîhailivka (în ucraineană Михайлівка) este localitatea de reședință a comunei Mîhailivka din raionul Korosten, regiunea Jîtomîr, Ucraina.

## Demografie
Componența lingvistică a localității Mîhailivka
     Ucraineană (98,16%)
     Rusă (1,67%)
     Alte limbi (0,08%)
Conform recensământului din 2001, majoritatea populației localității Mîhailivka era vorbitoare de ucraineană (98,16%), existând în minoritate și vorbitori de rusă (1,67%).